# Anne Ramsay
Pour les articles homonymes, voir Ramsay.
Ne doit pas être confondu avec Anne Ramsey.
Anne Ramsay est une actrice américaine née le 11 septembre 1960 à Los Angeles, Californie. Elle est connue pour le rôle de Lisa Stemple dans Mad About You, qui lui valut le prix Screen Actors Guild Award nomination pour la Meilleure troupe de théâtre dans une série comique.

## Biographie
Ramsay est née à Los Angeles, Californie, et a grandi à La Habra, Californie. Elle obtient son premier rôle dans un film industriel. Elle a travaillé avec la troupe The Continuum, qui comprenait des élèves de l'UCLA. En 1987, leur production de "Waiting," dont Anne Ramsay était co-auteur, fit le succès de la troupe et permit à Ramsay de trouver un agent.

## Filmographie

### Cinéma
- 1987 : Unfinished Business de Viveca Lindfors
- 1989 : A Taste of Hemlockde Geoffrey Darwin  : Barbara
- 1991 : Critters 4 (vidéo) de Rupert Harvey : Dr McCormick
- 1991 : Affaire non classée (Class Action) de Michael Apted : Deborah
- 1992 : Une équipe hors du commun (A League of Their Own) de Penny Marshall : Helen Haley - 1st Base
- 1995 : Décompte infernal (The Final Cut) de Roger Christian : Sgt. Kathleen Hardy
- 1995 : Le Parfait Alibi (Perfect Alibi) de Kevin Meyer : Paula Simpson
- 2000 : Amour, Piments et Bossa nova (Woman on Top) de Fina Torres : TV Director
- 2001 : La Planète des singes (Planet of the Apes) de Tim Burton : Lieutenant Colonel Grace Alexander
- 2003 : Underground : Jo
- 2004 : The Monster and the Peanut : Laurie Hunzinger
- 2004 : A One Time Thing : Sandi
- 2005 : Heart of the Beholder de Ken Tipton : Reeba
- 2005 : Getting to Know You : Sara
- 2006 : The Cassidy Kids : Rebecca Vanderpool
- 2008 : Attraction (The Human Contract) de Jada Pinkett Smith
- 2014 : L'Étrange Cas Deborah Logan : Sarah Logan
- 2021 : Violet de Justine Bateman : Vanessa

### Télévision

#### Séries télévisées
- 1988 : Le Monstre évadé de l'espace (Something Is Out There) : Limo Driver
- 1990 - 1991: Doctor Doctor : Dr Leona Linowitz
- 1992 - 1997 : Dingue de toi : Lisa Stemple
- 1997 - 1998 : Dellaventura (en) : Geri Zarias
- 2004 - 2005 : The L Word : Robin
  - (saison 1, épisode 11 : Libération)
  - (saison 1, épisode 12 : Lascives)
  - (saison 1, épisode 13 : Limites)
  - (saison 2, épisode 01 : Libido)
  - (saison 2, épisode 02 : Luxure)
- 2005 : Six Pieds Sous Terre (saison 5) : Jackie Feldman
- 2007 : Dr House (saison 3, épisode 17 : L'Enfant miroir) : Emma
- 2007 : Ghost Whisperer (saison 3, épisode 9 : Un don partagé) : Audrey Asher
- 2008 : Dexter : Ellen Wolf
- 2009 : Castle (saison 2, épisode 7) : Bree Bush
- 2010 - 2012 : La Vie secrète d'une ado ordinaire : Nora

#### Téléfilms
- 1993 : Psychose meurtrière (Murder of Innocence) : Linda Keaton
- 1996 : À force d'aimer (Everything to Gain) : Sarah Kempner
- 2004 : The Hollywood Mom's Mystery : Valerie Jane Ramirez
- 2013 : Le Labyrinthe de l'injustice (Hunt for the Labyrinth Killer) d'Hanelle M. Culpepper : Lisa Couphon